# Herbert Watts
Ne doit pas être confondu avec Michael Herbert Watt.
Sir Herbert Edward Watts, né le 14 février 1858 et mort le 15 octobre 1934, est un lieutenant-général de l'armée britannique durant la Première Guerre mondiale.

## Biographie
Herbert Watts étudie à la The King's School (en) de Peterborough et devient second lieutenant en avril 1880. Promu lieutenant le 1er juillet 1881, il devient capitaine le 6 mars 1889 et major le 20 mars 1899. Il participe à la seconde guerre des Boers. Il sert en Afrique du Sud de 1899 à 1902 et est promu Colonel en 1908. Il se retire de l'armée en 1914.
Quand la Première Guerre mondiale éclate, il reprend du service en commandant la 21e brigade du 7e division d'infanterie. Il participe à la Bataille de Loos. En 1915, il est promu lieutenant-général et commande la 7e division d'infanterie. Il participe à la Bataille de la Somme en 1916 et à la Bataille de Ginchy en septembre 1916.
En 1916, il dirige la 38e division d'infanterie galloise.

### Vie privée
Il a été marié à Elizabeth Daly en 1860.